# Bệnh viện Phạm Ngọc Thạch (Thành phố Hồ Chí Minh)
Bệnh viện Phạm Ngọc Thạch là bệnh viện chuyên khoa Lao và Bệnh phổi trực thuộc Sở Y tế Thành phố Hồ Chí Minh, địa chỉ tại số 120 đường Hồng Bàng, Phường 12, Quận 5, Thành phố Hồ Chí Minh. Bệnh viện được Ủy ban nhân dân Thành phố Hồ Chí Minh xếp hạng I, có nhiệm vụ khám và chữa các bệnh về hô hấp và bệnh lao cho người dân các tỉnh thành miền Nam Việt Nam.
Đây cũng là một trong những bệnh viện có lịch sử lâu đời nhất tại Thành phố Hồ Chí Minh.

## Tổ chức
Bệnh viện chia ra 10 phòng chức năng, 22 khoa lâm sàng, 4 khoa cận lâm sàng và 3 khoa hỗ trợ lâm sàng.

## Lịch sử

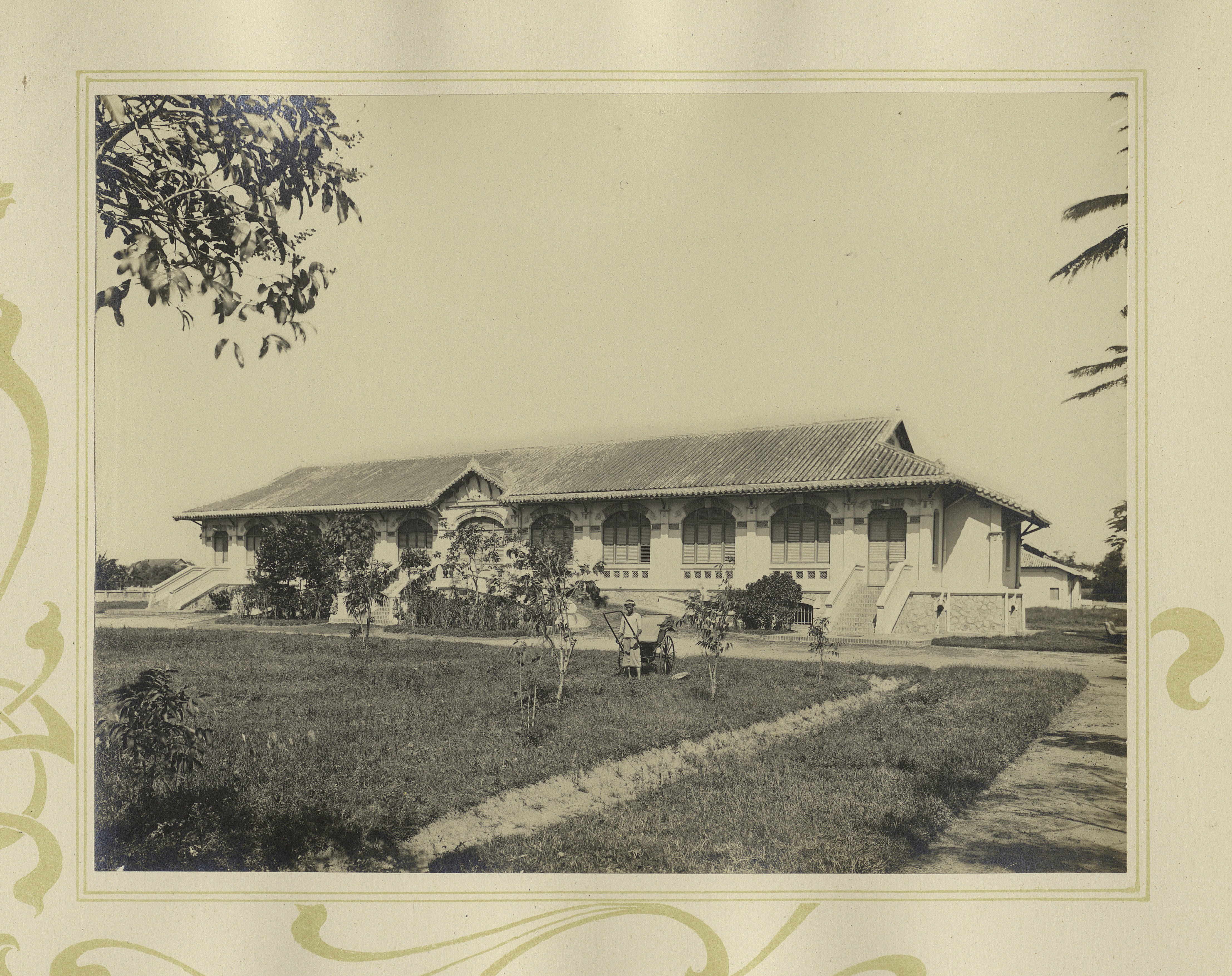
Một góc Bệnh viện Drouhet vào năm 1909

Bệnh viện được chính quyền thực dân Pháp xây dựng vào năm 1906 với tên gọi Bệnh viện Drouhet (theo tên của thị trưởng Chợ Lớn Frédéric Drouhet), tuy nhiên bấy giờ chỉ dành cho người Pháp. Vào năm 1945, địa điểm này trở thành trại tù binh Pháp sau khi Nhật đảo chính Pháp tại Đông Dương. Năm 1950, chính quyền Quốc gia Việt Nam đổi tên thành Bệnh viện Nguyễn Văn Thinh (theo tên của Thủ tướng Cộng hòa tự trị Nam Kỳ Nguyễn Văn Thinh), lúc này là bệnh viện dành cho người Việt.
Năm 1957, chính quyền Việt Nam Cộng hòa tổ chức thành bệnh viện chuyên khoa Lao và đổi tên thành Bệnh viện Hồng Bàng. Đây cũng là bệnh viện lao đầu tiên tại miền Nam Việt Nam. Theo số liệu năm 1961, bệnh viện có 403 giường. Tính đến năm 1971, Bệnh viện Hồng Bàng có 8 khu: ngoại chẩn, phòng cấp cứu, lao nhi đồng, lao người lớn, rọi cuống phổi và thử nghiệm cơ năng hô hấp, quang tuyến, tiếp liệu y dược cụ.
Sau năm 1975, Bệnh viện Hồng Bàng tiếp tục là cơ sở điều trị lao cho người dân miền Nam. Năm 1983, bệnh viện được đặt tên theo bác sĩ Phạm Ngọc Thạch, Bộ trưởng Y tế đầu tiên của nước Việt Nam Dân chủ Cộng hòa. Năm 1987, bệnh viện sáp nhập Trạm Lao Thành phố và đổi tên thành Trung tâm Lao và Bệnh phổi Phạm Ngọc Thạch, đến năm 2002 lại đổi thành Bệnh viện Phạm Ngọc Thạch như hiện nay.